# Juan Manuel Azconzábal
Juan Manuel Azconzábal (Junín, 8 settembre 1974) è un allenatore di calcio, dirigente sportivo ed ex calciatore argentino, di ruolo difensore, tecnico..